# Marie-Nicolas Bouillet
Marie-Nicolas Bouillet (* 5. Mai 1798 in Paris; † 28. Dezember 1864 in Paris, 6. Arrondissement) war ein französischer Lehrer, Übersetzer und Lexikograf, dessen Namen eng mit dem Dictionnaire universel d'histoire et de géographie verbunden ist, das er 1842 veröffentlichte. Dieses Werk errang eine außergewöhnliche Popularität, „bis zu dem Punkt, dass der Name des Autors in die Sprache einging, und dass man heute [1865] den Namen Bouillet jedem Wörterbuch der Geschichte und Geografie gibt“.

## Leben und akademische Laufbahn
Der aus einer Familie von Büchsenmacher aus Saint-Étienne stammende Nicolas Bouillet wurde im Alter von zwei Jahren Halbwaise und dann von seiner Mutter aufgezogen. Er lernte auf einer Privatschule, wechselte 1816 ins Pensionnat normal (dem Vorgänger der École normale supérieure (Paris)), wo er unter anderem von Théodore Simon Jouffroy und Victor Cousin unterrichtet wurde. Er wurde Assistenz-Lehrer für Philosophie im Collège de Rouen und kehrte 1821 nach Paris zurück, um den Concours d‘Agrégation zu absolvieren. Er unterrichtete Philosophie an einem Collège, 1829 dann als Ersatz am Lycée Saint-Louis, ab 1830 als hauptamtlicher Lehrer am Lycée Charlemagne und am Lycée Henri IV. Er wurde 1840 Leiter des Collège Bourbon (heute Lycée Condorcet) und während der Februarrevolution 1848 entlassen. 1850 wurde er zum Ehrenmitglied der Universität und 1851 zum Akademie-Inspektor ernannt.
Marie-Nicolas Bouillet starb im Alter von 66 Jahren und wurde auf dem Cimetière de Montmartre bestattet.

## Werke
Nach dem Dictionnaire classique de l’antiquité sacrée et profane, die die Bibliotheca classica von John Lemprière nachahmte, war das Dictionnaire universel d’histoire et de gégraphie das zweite Lexikon, das Nicolas Bouillet veröffentlichte. Zwischen 1842 und 1914 erlebte es 34 Ausgaben. Die Glaubenskongregation der Römisch-katholischen Kirche setzte das Werk 1852 auf den Index der verbotenen Bücher. Diesem Werk folgten zwei weitere als Ergänzung, das Dictionnaire universel de sciences, des lettres et des arts (1854) und der Atlas universel d’histoire et de géographie (1865).
Nicolas Bouillet gab darüber hinaus Seneca, Cicero und Francis Bacon heraus, übersetzte Plotin und Porphyrios, und arbeitete an verschiedenen Zeitschriften mit sowie an anderen enzyklopädischen Werken.
- Dictionnaire classique de l'antiquité sacrée et profane (2 Bände, 1826)
- Abrégé du dictionnaire classique de l'antiquité sacrée et profane (1826)
- L. Annaei Senecae pars prima, sive Opera philosophica (5 Bände, 1827–1830)
- M. T. Ciceronis pars tertia, sive Opera philosophica (1828–1831)
- Œuvres philosophiques de Bacon, publiées d'après les textes originaux, avec notice, sommaires et éclaircissements (3 Bände, 1834)
- Dictionnaire universel d'histoire et de géographie (1842)
- Dictionnaire universel des sciences, des lettres et des arts (1854)
- Les Ennéades de Plotin, traduites pour la première fois en français, accompagnées de sommaires, de notes et d'éclaircissements et précédées de la vie de Plotin et des principes de la théorie des intelligibles de Porphyre (3 Bände, 1857–1861)
- Porphyre, son rôle dans l'école néo-platonicienne, sa lettre à Marcella, traduite pour la première fois en français (1864)
- Atlas universel d'histoire et de géographie contenant (1) la chronologie (2) la généalogie (3) la géographie (1865)

## Privatleben
Marie-Nicolaus Bouillet war der Sohn von Nicolas Bouillet (* 1744 in Saint-Étienne) und Antoinette Lebeau. Er heiratete 1827 Clémentine-Adrienne Joséphine Magin-Marrens. Ihr Sohn Philippe Bouillet († 1912) war Unterpräfekt in Semur-en-Auxois. Seine Schwester Marie-Antoinette heiratete  Alexis-Étienne Chassang, ihr Sohn die Alexis Chassang.